# Tomasz Wontor
Tomasz Paweł Wontor (ur. 25 stycznia 1970 w Słubicach) – polski samorządowiec, przedsiębiorca i księgowy, w latach 2008–2010 wicemarszałek województwa lubuskiego.

## Życiorys
Absolwent Wydziału Zarządzania i Marketingu oraz politologii na Wydziale Humanistycznym Uniwersytetu Zielonogórskiego. Ukończył także studia z administracji publicznej; kształcił się podyplomowo z rachunkowości na Akademii Ekonomicznej w Poznaniu oraz jako menedżer sportu. Zdobył uprawnienia księgowego i zdał egzamin dla kandydatów do rad nadzorczych spółek Skarbu Państwa. W 1989 pracował jako monter w Zakładach Aparatury Jądrowej POLON w Zielonej Górze, następnie do 1992 był księgowym w spółce „Interhome”. Od 1992 do 2001 prowadził własną działalność gospodarczą w branży finansowej i odzieżowej, ponadto od 2000 do 2001 pozostawał głównym księgowym Miejskiego Ośrodka Sportu i Rekreacji w Zielonej Górze. Pracował później jako wicenaczelnik i p.o. naczelnika Wydziału Budżetu i Finansów (2001–2008) oraz zastępca skarbnika w Urzędzie Miasta Zielonej Góry (od 2008).
Zaangażował się w działalność polityczną w ramach Sojuszu Lewicy Demokratycznej od momentu jego powstania. W 2007 został przewodniczącym struktur partii w Zielonej Górze, a w 2008 – członkiem zarządu wojewódzkiego. W 2002, 2006, 2010 i 2014 uzyskiwał mandat radnego sejmiku lubuskiego II, III, IV i V kadencji.
21 sierpnia 2008 został powołany na stanowisko wicemarszałka województwa lubuskiego, gdy zawiązała się nowa koalicja PO-SLD-PSL. Odpowiadał za rozwój edukacji, kultury, sportu i politykę społeczną oraz wykorzystanie Europejskiego Funduszu Społecznego. Zakończył pełnienie funkcji 29 listopada 2010 wraz z końcem kadencji zarządu. W latach 2010–2014 pozostawał wiceprzewodniczącym sejmiku. W 2014 bez powodzenia kandydował do Parlamentu Europejskiego, a w 2018 i 2024 nie uzyskiwał reelekcji do sejmiku. W 2019 objął stanowisko wiceprezesa Agencji Rozwoju Regionalnego w Zielonej Górze.

## Życie prywatne
Jest bratem posła SLD Bogusława Wontora. Zawarł związek małżeński z Renatą, pracownicą Urzędu Marszałkowskiego.